# Jail Bait (1937)
Jail Bait is een korte komediefilm uit 1937 met  Buster Keaton in de hoofdrol. 

## Verhaal
Na een ontvoering en moord gelooft een verslaggever dat hij de identiteit van de moordenaar kent. Dus hij vraagt zijn kamergenoot, een krantenjongen, om de misdaad te bekennen. Hiermee wil de verslaggever de politie op een verkeerd spoor te zetten om tijd te winnen om zelf de moordenaar te vangen en de beloning op te eisen. De krantenjongen gaat akkoord voor de helft van de beloning  waarmee hij een ring wil kopen voor zijn vriendin. Nadat hij heeft bekend hoort de krantenjongen dat zijn kamergenoots vliegtuig is neergestort en dat hij nu wordt veroordeeld met de doodstraf voor een misdaad die hij niet heeft gepleegd.
De krantenjongen ontsnapt en vindt de daadwerkelijke moordenaar en claimt de beloning voor het vinden van de schurk. De krantenjongen koopt uiteindelijk de ring die hij al die tijd wilde.

## Rolverdeling
| Acteur           | Personage             |
| ---------------- | --------------------- |
| Buster Keaton    | krantenjongen         |
| Harold Goodwin   |                       |
| Bud Jamison      |                       |
| Matthew Betz     |                       |
| Betty André      |                       |
| Stanley Blystone | agent                 |
| Bobby Burns      | gevangenisbewaarder   |
| Allan Cavan      | administratieve agent |
| Harry Tenbrook   | cipier                |